# 真・恋姫†無双 〜萌将伝〜
『真・恋姫†無双 〜萌将伝〜』（しん・こいひめむそう もえしょうでん）は、2010年7月23日にBaseSonから発売された18禁恋愛アドベンチャーゲーム。

## 概要
『真・恋姫†無双 〜乙女繚乱☆三国志演義〜』のファンディスクである。ゲームの他、アニメ版や小説版のネタも取り入れた物語となっている。

## あらすじ
覇権を争っていた魏・呉・蜀の間に平和が訪れ、一刀は3国による天下統一の象徴として皇帝に即位し新しい都に居を構えた。そんな一刀のことを心配して各国の武将達も都に移り住み、一刀と生活を共にすることとなる。

## スタッフ
- 企画・原案：K.バッジョ
- 原画：片桐雛太・八葉香南・かんたか・日陰影次・くわだゆうき・さえき北都・しのづかあつと
- シナリオ：K.バッジョ・神代いづみ・新井し〜な・花七・assault
- 音楽：たくまる・上原一之龍・水月陵
- ディレクター：K.バッジョ

## 関連商品

### CD
真・恋姫†無双〜萌将伝〜 サウンドトラックCD 天命祭歌
2010年7月23日発売 BASREC011

### 小説
真・恋姫†無双〜萌将伝〜 恋都繚乱! 小劇集
エンターブレイン発行
1. 2010年10月30日発売 ISBN 978-4-0472-6824-1

真・恋姫†無双〜萌将伝〜 短編集（アンソロジー）
ハーヴェスト出版発行
1. 2011年3月15日発売 ISBN 978-4-4341-5315-0
2. 2011年5月1日発売 ISBN 978-4-4341-5417-1
3. 2011年7月4日発売 ISBN 978-4-4341-5703-5

### 漫画
真・恋姫†無双 萌将伝 〜乙女満漢全席〜
火曜作画、「まんが4コマぱれっとonline」（一迅社）にて2011年6月から2012年4月にかけて連載された。
- 2012年5月22日発売 ISBN 978-4-7580-8151-1

### アンソロジーコミック
真・恋姫†無双〜萌将伝〜コミックアンソロジー
一迅社発行
1. 2010年10月25日発売 ISBN 978-4-7580-0596-8
2. 2010年12月24日発売 ISBN 978-4-7580-0605-7
3. 2011年01月25日発売 ISBN 978-4-7580-0607-1　
4. 2011年3月28日発売 ISBN 978-4-7580-0618-7
5. 2011年5月25日発売 ISBN 978-4-7580-0626-2
6. 2011年7月25日発売 ISBN 978-4-7580-0638-5　
7. 2011年9月24日発売 ISBN 978-4-7580-0654-5　　
8. 2011年11月25日発売 ISBN 978-4-7580-0664-4
9. 2012年1月25日発売 ISBN 978-4-7580-0671-2
10. 2012年3月24日発売 ISBN 978-4-7580-0682-8　
11. 2012年5月25日発売 ISBN 978-4-7580-0689-7　
12. 2012年7月25日発売 ISBN 978-4-7580-0703-0　
13. 2012年9月25日発売 ISBN 978-4-7580-0715-3
14. 2012年11月24日発売 ISBN 978-4-7580-0724-5
15. 2013年1月25日発売 ISBN 978-4-7580-0732-0
16. 2013年3月25日発売 ISBN 978-4-7580-0742-9
17. 2013年5月25日発売 ISBN 978-4-7580-0753-5
18. 2013年7月25日発売 ISBN 978-4-7580-0768-9
19. 2013年9月25日発売 ISBN 978-4-7580-0779-5
20. 2013年11月25日発売 ISBN 978-4-7580-0784-9
21. 2014年1月25日発売 ISBN 978-4-7580-0792-4
22. 2014年3月25日発売 ISBN 978-4-7580-0799-3
23. 2014年5月24日発売 ISBN 978-4-7580-0809-9
24. 2014年7月25日発売 ISBN 978-4-7580-0813-6
25. 2014年9月25日発売 ISBN 978-4-7580-0824-2
26. 2014年11月25日発売 ISBN 978-4-7580-0832-7
27. 2015年1月24日発売 ISBN 978-4-7580-0843-3
28. 2015年3月25日発売 ISBN 978-4-7580-0847-1
29. 2015年5月25日発売 ISBN 978-4-7580-0853-2
30. 2015年7月25日発売 ISBN 978-4-7580-0861-7

マジキュー4コマ 真・恋姫†無双 〜萌将伝〜
エンターブレイン発行
1. 2010年10月25日発売 ISBN 978-4-0472-6836-4
2. 2010年12月24日発売 ISBN 978-4-0472-6938-5
3. 2011年2月25日発売 ISBN 978-4-0472-7069-5
4. 2011年4月25日発売 ISBN 978-4-0472-7233-0
5. 2011年6月25日発売 ISBN 978-4-0472-7330-6
6. 2011年8月25日発売 ISBN 978-4-0472-7459-4
7. 2011年10月24日発売 ISBN 978-4-0472-7553-9
8. 2011年12月24日発売 ISBN 978-4-0472-7729-8
9. 2012年2月25日発売 ISBN 978-4-0472-7853-0
10. 2012年4月25日発売 ISBN 978-4-0472-8012-0
11. 2012年6月25日発売 ISBN 978-4-0472-8144-8
12. 2012年8月25日発売 ISBN 978-4-04-728279-7
13. 2012年10月25日発売 ISBN 978-4-04-728412-8
14. 2012年12月24日発売 ISBN 978-4-04-728583-5
15. 2013年2月25日発売 ISBN 978-4-04-728709-9
16. 2013年7月25日発売 ISBN 978-4-04-729030-3
17. 2013年10月25日発売 ISBN 978-4-04-729206-2
18. 2014年1月25日発売 ISBN 978-4-04-729411-0
19. 2014年5月24日発売 ISBN 978-4-04-729696-1
20. 2014年8月25日発売 ISBN 978-4-04-729856-9

真・恋姫†無双 〜萌将伝〜
泰文堂発行（22巻からはアース・スターエンターテイメント）
1. 2011年1月25日発売 ISBN 978-4-8030-0232-4
2. 2011年3月23日発売 ISBN 978-4-8030-0246-1
3. 2011年4月26日発売 ISBN 978-4-8030-0249-2
4. 2011年5月26日発売 ISBN 978-4-8030-0259-1
5. 2011年7月26日発売 ISBN 978-4-8030-0262-1
6. 2011年8月26日発売 ISBN 978-4-8030-0273-7
7. 2011年10月26日発売 ISBN 978-4-8030-0286-7
8. 2011年12月26日発売 ISBN 978-4-8030-0300-0
9. 2012年2月24日発売 ISBN 978-4-8030-0315-4
10. 2012年4月25日発売 ISBN 978-4-8030-0327-7
11. 2012年6月25日発売 ISBN 978-4-8030-0344-4
12. 2012年8月25日発売 ISBN 978-4-8030-0378-9
13. 2012年10月25日発売 ISBN 978-4-8030-0389-5
14. 2012年12月12日発売 ISBN 978-4-8030-0410-6
15. 2013年2月23日発売 ISBN 978-4-8030-0424-3
16. 2013年4月25日発売 ISBN 978-4-8030-0464-9
17. 2013年6月25日発売 ISBN 978-4-8030-0482-3
18. 2013年9月25日発売 ISBN 978-4-8030-0490-8
19. 2013年12月25日発売 ISBN 978-4-8030-0516-5
20. 2014年4月26日発売 ISBN 978-4-8030-0542-4
21. 2014年5月25日発売 ISBN 978-4-8030-0577-6
22. 2014年7月発売 ISBN 978-4-8030-0582-0
23. 2014年9月発売 ISBN 978-4-8030-0597-4
24. 2014年10月発売 ISBN 978-4-8030-0610-0
25. 2014年11月発売 ISBN 978-4-8030-0639-1
26. 2015年1月発売 ISBN 978-4-8030-0686-5

- 真・恋姫†無双 〜萌将伝〜 とく村長編
  - 2013年11月25日発売 ISBN 978-4-8030-0515-8

アンソロジーに掲載された内とく村長の作品の総集編。
真・恋姫†無双 外史祭典
エンターブレイン発行
商標は真・恋姫†無双 〜乙女繚乱☆三国志演義〜のものだが、題材は真・恋姫†無双 〜萌将伝〜のもの。
書誌情報は真・恋姫†無双 〜乙女繚乱☆三国志演義〜#真・恋姫†無双 外史祭典を参照。
真・恋姫†無双〜萌将伝〜 恋ノ祭編
泰文堂発行（恋ノ祭編 春2 からはアース・スターエンターテイメント）
- 恋ノ祭編 2013年4月25日発売 ISBN 978-4-8030-0465-6
- 恋ノ祭編 夏 2013年8月26日発売 ISBN 978-4-8030-0489-2
- 恋ノ祭編 秋 2013年10月28日発売 ISBN 978-4-8030-0514-1
- 恋ノ祭編 冬 2014年2月24日発売 ISBN 978-4-8030-0541-7
- 恋ノ祭編 春2 2014年4月発売 ISBN 978-4-8030-0573-8
- 恋ノ祭編 夏2 2014年6月発売 ISBN 978-4-8030-0581-3
- 恋ノ祭編 秋2 2014年8月発売 ISBN 978-4-8030-0583-7
- 恋ノ祭編 冬2 2014年12月発売 ISBN 978-4-8030-0642-1

真・恋姫†無双 ～萌将伝～ 画竜点睛之巻
アース・スターエンターテイメント発行
1. 2015年2月25日発売 ISBN 978-4-8030-0687-2
2. 2015年3月19日発売 ISBN 978-4-8030-0715-2
3. 2015年4/月25日発売 ISBN 978-4-8030-0725-1

真・恋姫†無双 ～萌将伝～ 好色祭之巻
泰文堂発行（3巻からはアース・スターエンターテイメント）
1. 2015年5月25日発売 ISBN 978-4-8030-0726-8
2. 2015年6月25日発売 ISBN 978-4-8030-0745-9
3. 2015年7月発売 ISBN 978-4-8030-0756-5
4. 2015年8月発売 ISBN 978-4-8030-0759-6
5. 2015年9月発売 ISBN 978-4-8030-0791-6
6. 2015年10月発売 ISBN 978-4-8030-0809-8

真・恋姫†無双 ～萌将伝～ 悶姫之巻
アース・スターエンターテイメント発行
1. 2015年11月発売 ISBN 978-4-8030-0827-2
2. 2015年12月発売 ISBN 978-4-8030-0832-6
3. 2016年1月発売 ISBN 978-4-8030-0856-2
4. 2016年2月発売 ISBN 978-4-8030-0857-9
5. 2016年3月発売 ISBN 978-4-8030-0907-1

### ファンブック
真・恋姫†無双〜萌将伝〜 ビジュアルファンブック
エンターブレイン（TECHGIAN STYLE）発行 2010年12月24日発売 ISBN 978-4-0472-6986-6

## 公式ブログ炎上
前日発売で当ゲームを購入したユーザーらの1作目から活躍していた愛紗に個別のイベントパートが無い等ゲーム内容に関しての苦情が上がり、2010年7月22日から29日にかけて、スタッフの開発者のブログ（恋†萌ブログ）が炎上するという現象を見せた。
2010年7月29日、普段は木曜日に更新されていたはずの開発者ブログが滞った上、製作者側からの説明が一切ないまま、公式サイトが更新された。購入者達のコメント投稿により事実上「炎上」の場となった開発者ブログの項目を、「過去ログ」として目に付かない階層へと処理。何も説明のないまま開発者ブログ終了の告知を行った。